# Paul McCormack
Paul McCormack (ur. 26 lipca 1963 w Dublinie) – irlandzki kolarz szosowy. Olimpijczyk z Seulu 1988, gdzie w zawodach kolarskich na szosie zajął 81. miejsce w wyścigu indywidualnym.
Wygrał klasyfikację końcową irlandzkiego Rás Tailteann w 1987 i 1988, gdzie wygrał 4. etap. Trzeci w Fitchburg Longsjo Classic w 1991. W 1992 roku wygrał między innymi Woodstock Classic, a także jednodniówkę Oak Bluffs.